# Tomaž Šalamun
Tomaž Šalamun (Zagreb, 4 juli 1941 – Ljubljana, 27 december 2014) was een Sloveens dichter. Hij werd geboren in Zagreb, Kroatië, maar groeide op in Koper, Slovenië. Hij publiceerde 39 dichtbundels in het Sloveens en werd vertaald in 18 talen. Hij wordt beschouwd als leider van de neo-avant-gardepoëzie in Centraal-Europa. Ook was hij lid van de Sloveneens Academie van Wetenschap en Kunst.

## Leven
In 1960 beëindigde Tomaž Šalamun het gymnasium in Koper. Daarna studeerde hij geschiedenis en kunstgeschiedenis aan de Universiteit van Ljubljana. Tijdens zijn studies werkte hij samen met de groep OHO, waar ook zijn broer Andraž Šalamun, die schilder was, werkte. In 1969 werkte hij als stagiair in het Museum voor Moderne Kunst in Ljubljana en in 1971 als assistent professor in de kunstgeschiedenis aan de Academie van Schone Kunsten. In 1970 verbleef hij drie maanden in Pisa voor post-graduate studies. In juli datzelfde jaar werd hij uitgenodigd door het New Yorkse Museum of Modern Art (MOMA) als lid van de groep OHO. Hij bleef er een maand.
In het najaar van 1971 werd hij uitgenodigd naar de Verenigde Staten aan de Universiteit van Iowa, waar hij werkte bij de afdeling Vergelijkende Literatuur en Algemene Literatuurwetenschap. Later was hij nog driemaal in de Verenigde Staten op uitnodiging van de Amerikaanse Kunstkolonie in Yaddo. Het grootste deel van Šalamuns gedichten ontstond in het buitenland. In 1963-64 begon hij gedichten te schrijven voor het literaire tijdschrift Perspektive. Als lid van OHO voerde hij tentoonstellingen op in Ljubljana, Belgrado, Zagreb, New York en onafhankelijk ook in Kranj. Met zijn bekende dichtbundel Kondor (1993) werd hij een Sloveens klassieker. In 2005 werd hij verkozen tot lid van de Sloveense Academie voor Wetenschap en Kunst.

## Werk
Toen Šalamun in 1964 het gedicht Duma 64 publiceerde als uitgever van het tijdschrift Perspektive, werd dit als politiek provocerend beschouwd. Het was een van de redenen waarom Perspektive verboden werd en Šalamun gearresteerd werd door het Tito-regime. Ivan Maček Matija, een van de communistische hard-liners herkende zichzelf namelijk in de (dode) kat uit het gedicht (het Sloveense woord maček betekent overigens kat). Tomaž Šalamun bracht vijf dagen in de gevangenis door en was een soort culturele held bij zijn vrijlating. Toch verwijderde Šalamun het gedicht uit zijn eerste dichtbundel Poker, dat in 1966 verscheen.
Enkele werken van Šalamun (hoofdzakelijk gedichten) werden in het Nederlands vertaald, onder andere: Animaxander telt af, Bloem en bloed, Lezen: liefhebben, Ik en jij en Ljubljana (zie bronnen).
Voorjaar 2020 verscheen bij de Nederlandse uitgeverij Vleugels Ik weet, een keuze van 80 gedichten uit het gehele oeuvre van Šalamun in Nederlandse vertaling. De vertaling is een samenwerking van de Sloveense vertaalster Staša Pavlović en de Belgische dichter Tom Van de Voorde.

### Dichtbundels
- Poker (1966)
- Namen pelerine (1968)
- Romanje za Maruško (1971)
- Bela Itaka (1972)
- Amerika (1972)
- Arena (1973)
- Sokol (1974)
- Imre (1975)
- Druidi (1975)
- Turbine (1975)
- Praznik (1976)
- Zvezde (1977)
- Metoda angela (1978)
- Po sledeh divjadi (1979)
- Zgodovina svetlobe je oranžna (1979)
- Maske (1980)
- Balada za Metko Krašovec (1981)
- Analogija svetlobe (1982)
- Glas (1983)
- Sonet o mleku (1984)
- Soy realidad (1985)
- Ljubljanska pomlad (1986)
- Mera časa (1987)
- Živa rana, živi sok (1988)
- Otrok in jelen (1990)
- Glagoli sonca (1993)
- Ambra (1995)
- Črni labod (1997)
- Knjiga za mojega brata (1997)
- Morje (1999)
- Gozd in kelihi (2000)
- Table (2002)
- Od tam (2003)
- Kaj je kaj (2005)
- Sončni voz (2005)
- Sinji stolp (2007)
- Narobe svet je tudi svet (2010)
- Letni čas (2010)
- Opera buffa (2011)

### Verhalen
- Hiša Markova (1992)
- Korporacija v 21 nadstropjih (2010)

### Adaptaties
- Simone de Beauvoir: Mandarini (1971)
- Art Buchwald: Težave v raju (1975)
- Jaime de Angulo: Indijanske zgodbe (1978)
- Agatha Christie: Odhod ob 16'50 (1978)
- Frederick William Winterbotham: Nacistična znanstva (1983)
- Walter De la Mare: Čudežni jopič (1984)
- René Goscinny: Nikec (1985)
- Charles Simic: Razgaljanje tišine (2001)

## Prijzen
- 1967 · Jeugdprijs
- 1973 · Prešerenprijs
- 1978 · Sisakprijs
- 1981 · Ljubiša Jocić-prijs
- 1988 · Jenkoprijs voor de dichtbundel De maat van tijd (Mera časa)
- 1999 · Prešerenprijs
- 2003 · Altamareaprijs in Triëste
- 2007 · Europese prijs voor Poëzie in Münster
- 2007 · Jenkoprijs voor de dichtbundel De blauwe toren (Sinji stolp)
- 2009 · De gouden krans van Struška-avonden van poëzie, Ohrid, Macedonië